# D. W. Griffith
David Llewelyn Wark Griffith, geralmente conhecido por D. W. Griffith (La Grange, 22 de Janeiro de 1875 – Hollywood, 23 de Julho de 1948) foi um diretor de cinema estadunidense. Apontado por muitos críticos, cineastas e especialistas como o mais influente diretor da história do cinema, foi o introdutor de diversas inovações profundas na forma de fazer cinema, sendo considerado o criador da linguagem cinematográfica. É mais conhecido pelo seu controverso filme O Nascimento de uma Nação, e também pelo filme Intolerância.
Antes de chegar ao cinema, trabalhou como jornalista e balconista em lojas e livrarias. Griffith iniciou-se no cinema em 1908, com os chamados curta-metragens, que duravam entre 15 e 18 minutos. Tendo realizado cerca de 450 filmes entre 1908 e 1913. Foi o primeiro a utilizar dramaticamente o close, a montagem paralela, o suspense e os movimentos de câmera.
Em 1914, começou a dirigir filmes de longa-metragem. Em 1915, com O Nascimento de uma Nação (1915), sobre a Guerra Civil Americana, realiza a primeira longa-metragem americana, tido como a base da criação da indústria cinematográfica de Hollywood.
Em Intolerância (1916), usou quatro histórias diferentes, paralelas, para conduzir sua mensagem. Corações do Mundo (1918) tem como cenário a Primeira Guerra Mundial, e combina ficção e documentário.
A montagem paralela, isto é, a alternância de duas ou mais linhas de acção, e o salvamento no último minuto são duas formas de construir o suspense, e foram exploradas exaustivamente por David Griffith. O travelling é outra das características herdadas de Edwin Stanton Porter.
É visto como um visionário do cinema, e ficou conhecido pelas polêmicas em que se envolveu, principalmente em nível político. Dirigiu mais de 300 filmes, mas só alguns fizeram sucesso.

## Biografia

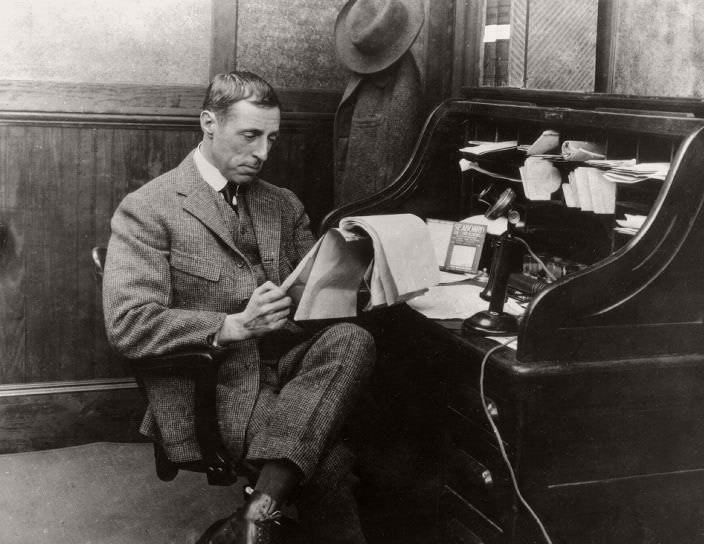
Griffith

Griffith nasceu em La Grange, Oldham County, Kentucky, filho de Jacob "Roaring Jake" Griffith, um colono do Exército dos Estados Confederados e herói da Guerra Civil Americana. Começou sua carreira como um próspero dramaturgo mas não conseguiu sucesso. Depois se tornou ator. Encontrando seu caminho no cinema, em pouco tempo dirigia um grande corpo de trabalho.
Entre 1908 e 1913 (período em que dirigiu para a American Mutoscope and Biograph Company), Griffith produziu 450 curtas, um número enorme mesmo para a época. Esse trabalho o possibilitou experimentar com montagem paralela, movimentos de câmera, planos detalhe, e outros métodos de manipulação espacial e temporal.
Na primeira viagem de Griffith para a Califórnia, ele e sua empresa descobriram uma pequena vila para filmar. Esse lugar era conhecido como Hollywood. Com isso, American Mutoscope and Biograph Company foi a primeira empresa a filmar em Hollywood: In Old California (1910).
Influenciado pelo longa italiano Cabiria, Griffith se convenceu de que longas poderiam ser viáveis financeiramente. Produziu e dirigiu o longa Judith of Bethulia da Biograph. Esse foi um dos, senão "O" primeiro longa produzido nos Estados Unidos. A Biograph achava que os longas não eram viáveis, e como atriz, Lillian Gish disse: "Eles (Biograph) acharam que um filme tão longo iria machucar os olhos deles (audiência)". Por causa disso, e do aumento no orçamento pelo filme que custou 30 000 dólares na produção, Griffith e a Biograph se separaram, sendo que Griffith levou todos os seus atores consigo. Sua nova empresa se tornou um parceiro autônomo de produção na Triangle Pictures Corporation com os Keystone Studios e Thomas Ince. Através da David W. Griffith Corp. ele produziu O Nascimento de Uma Nação (1915).
O Nascimento de Uma Nação foi extremamente popular mas expressava a visão racista da época. Há uma cena no filme na qual a Ku Klux Klan galopa para salvar uma heroína. A parceria terminou em 1917, então Griffith foi para a ArtCraft (parte da Paramount Pictures), depois para a First National (1919-1920). Ao mesmo tempo fundou a United Artists, junto com Charles Chaplin, Mary Pickford e Douglas Fairbanks.
Apesar da United Artists ter sobrevivido como empresa, a ligação de Griffith com ela foi curta, e apesar de alguns de seus filmes posteriores serem bons, ele nunca mais conseguiu sucesso comercial. Entre os longas dessa época estão Broken Blossoms or The Yellow Man and the Girl (1919), Way Down East (1920), Orphans of the Storm (1921) e America (1924). Griffith fez apenas dois filmes com som, Abraham Lincoln (1930) e The Struggle (1931). Nenhum foi bem-sucedido e ele nunca mais fez filmes.
Faleceu em 23 de julho de 1948. Foi sepultado em Mount Tabor Methodist Church Graveyard, Crestwood, Kentucky no Estados Unidos.

## Realizações

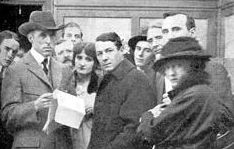
Griffith

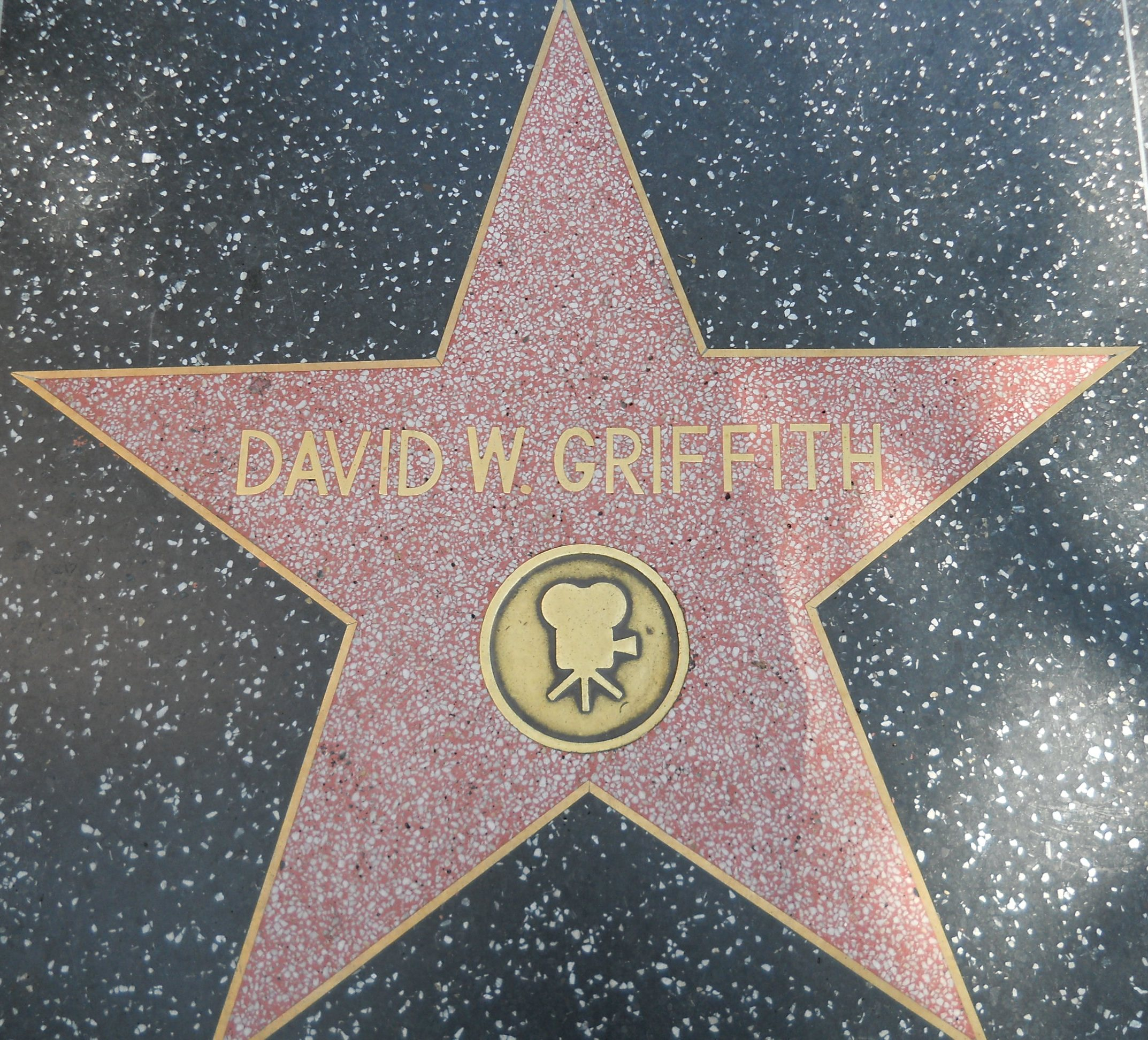
Estrela de Griffith na calçada da fama de Hollywood

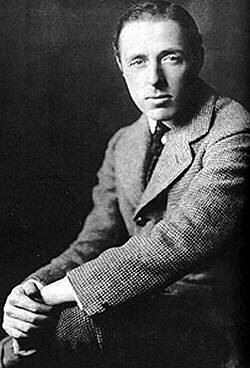
Griffith

Griffith foi considerado o pai da gramática cinematográfica. Alguns estudiosos ainda sustentam que suas "inovações" realmente começaram com ele, mas Griffith foi uma figura chave no estabelecimento de um conjunto de códigos que se tornou a coluna dorsal da linguagem cinematográfica. Ele foi particularmente influente ao popularizar a montagem paralela—o uso da montagem para alternar diferentes eventos que ocorrem simultaneamente para construir o suspense. Dito isso, ele ainda usava muitos elementos da maneira "primitiva" de fazer cinema, que existiu antes do sistema clássico de Hollywood de continuidade, como atuação frontal, gestos exagerados, movimentos de câmera mínimos, e a ausência de câmera subjetiva. Alguns dizem, inclusive, que ele "inventou" o plano detalhe.
Os créditos das inovações cinematográficas de Griffith devem ser compartilhados com seu operador de câmera por muitos anos, Billy Bitzer. Além disso, ele mesmo creditava a lendária atriz do cinema mudo Lillian Gish, que participou em vários de seus filmes, por ter inventado uma nova forma de atuação para o cinema.

## Influências
O estilo de Griffith filmar influenciou uma grande escola de grandes cineastas dos mais diversos gêneros e pessoas como: Charles Chaplin, Sergei Eisenstein, Luís Buñuel, Alfred Hitchcock, Orson Welles, John Ford, Federico Fellini, Luchino Visconti, Pier Paolo Pasolini, Roberto Rosselini, Jean Renoir, Fritz Lang, F.W. Murnau, Abel Gance, Jean-Luc Godard, Robert Bresson, Claude Chabrol, François Truffaut, Gláuber Rocha, Pedro Almodóvar, Krzysztof Kieślowski e Lars Von Trier.

## Controvérsia
Griffith era uma figura muito controversa. Imensamente popular na época de sua estreia, o filme O Nascimento de Uma Nação (1915), baseado na novela The Clansman foi considerado por alguns como uma visão da história a partir da supremacia branca, e a NAACP tentou banir o filme. Como não conseguiram, eles tentaram posteriormente censurar algumas cenas do filme.

## Legado

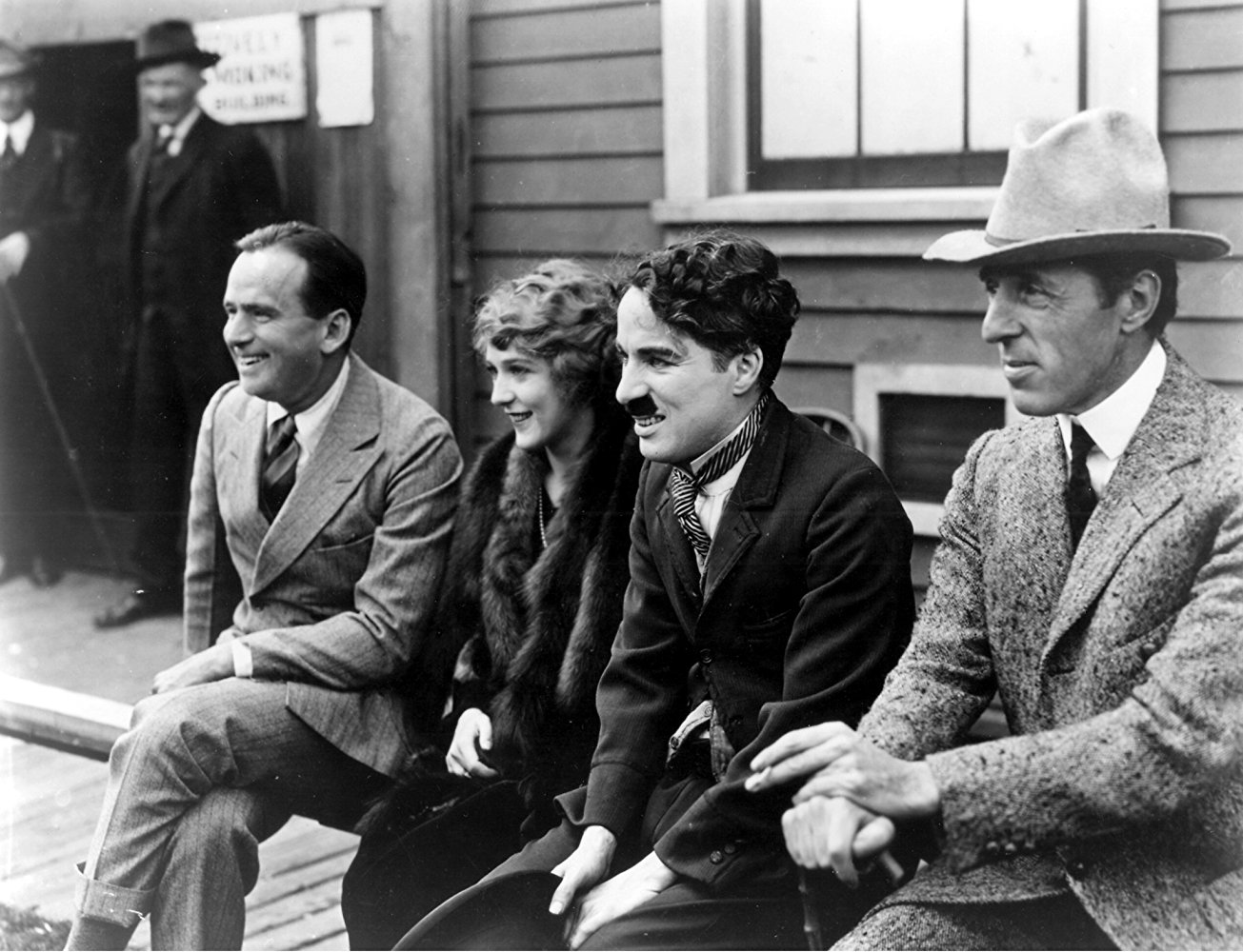
Douglas Fairbanks, Mary Pickford, Charlie Chaplin, D.W. Griffith

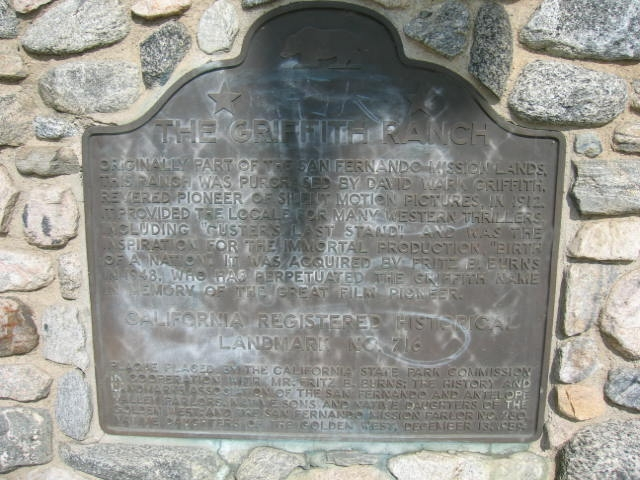
Marco de uma fazenda de DW Griffith

O icônico Charles Chaplin chamou o Griffith de "O professor de todos nós". Esse sentimento foi amplamente compartilhado. Cineastas diversos como John Ford e Orson Welles já falaram de seu respeito pelo diretor de Intolerância. Embora ele não tenha inventado novas técnicas para a gramática do cinema, ele parece ter sido o primeiro a entender como essas técnicas poderiam ser usadas para criar uma linguagem expressiva. Nos curtas iniciais, como o The Musketeers of Pig Alley (1912), que foi o primeiro filme de mafiosos, podemos ver como o posicionamento de câmeras e a iluminação aumentam o clima e a tensão. Ao fazer Intolerância, o diretor abriu novas possibilidades para a mídia, criando uma forma que deve mais à música do que à narrativa tradicional.
Griffith foi homenageado num selo de 10 centavos pelos Estados Unidos em 5 de Maio de 1975.
Em 1953 o Directors Guild of America instituiu D. W. Griffith como o prêmio mais alto. Entre os ganhadores estão Stanley Kubrick, David Lean, John Huston, Woody Allen, Akira Kurosawa, John Ford, Ingmar Bergman, Alfred Hitchcock e o amigo do Griffith Cecil B. DeMille. Entretanto em 15 de Dezembro de 1999, o presidente da DGA Jack Shea e o conselho nacional do DGA—sem consultar os membros (o que não é legalmente necessário)—anunciou que o nome do prêmio seria modificado para o DGA Lifetime Achievement Award, porque o filme do Griffith O Nascimento de Uma Nação teria "cultivado estereótipos raciais intoleráveis". Os seguintes ganhadores concordaram com a decisão da corporação: Francis Ford Coppola, Robert Altman, Sidney Lumet e Robert Wise.

## Filmografia selecionada
- The Guerrilla (1908)
- Romance of a Jewess (1908)
- The Taming of the Shrew (1908)
- The Greaser's Gauntlet (1908)
- A Smoked Husband (1908)
- The Zulu's Heart (1908)
- The Planter's Wife (1908)
- The Pirate's Gold (1908)
- The Song of the Shirt (1908)
- A Woman's Way (1908)
- The Reckoning (1908)
- The Test of Friendship (1908)
- The Christmas Burglars (1908)
- A Corner in Wheat (1909)
- The Fascinating Mrs. Francis (1909)
- The Brahma Diamond (1909)
- A Drunkard's Reformation (1909)
- Edgar Allan Poe (1909)
- The Golden Louis (1909)
- At the Altar (1909)
- The Deception (1909)
- The Eavesdropper (1909)
- The Medicine Bottle (1909)
- Lucky Jim (1909)
- Confidence (1909)
- The Cardinal's Conspiracy (1909)
- The Lonely Villa (1909)
- The Curtain Pole (1909)
- Mr. Jones Has a Card Party (1909)
- The Welcome Burglar (1909)
- The Cord of Life (1909)
- The Girls and Daddy (1909)
- A Wreath in Time (1909)
- Tragic Love (1909)
- Resurrection (1909)
- The Sealed Room (1909)
- The Hessian Renegades (1909)
- The Death Disc: A Story of the Cromwellian Period (1909)
- To Save Her Soul (1909)
- The Day After (1909)
- In Old California (1910)
- The Two Brothers (1910)
- A Romance of the Western Hills (1910)
- The Lily of the Tenements (1911)
- A Blot on the 'Scutcheon (1912)
- The Burglar's Dilemma (1912)
- A Girl's Stratagem (1913)
- A Modest Hero (1913)
- The Wanderer (1913) (1913)
- Just Gold (1913)
- The Mothering Heart (1913)
- The Left-Handed Man (1913)
- The Hero of Little Italy (1913)
- The Avenging Conscience (1914)
- O Nascimento de Uma Nação (1915)
- Intolerance: Love's Struggle Throughout the Ages (1916)
- The Great Love (1918)
- Lírio Partido (ou Lírio Quebrado) (1919)
- The Idol Dancer (1920)
- Way Down East  (1920)
- Órfãs da Tempestade (1921)
- America (1924)